# آرتور ایبتسون
آرتور ایبتسون (انگلیسی: Arthur Francis Ibbetson؛ ۸ سپتامبر ۱۹۲۲ – ۱۹ اکتبر ۱۹۹۷) یک فیلم‌بردار اهل بریتانیا بود.

## فیلم‌شناسی
- The Horse's Mouth (۱۹۵۸)
- سکوت خشمناک (۱۹۶۰)
- The League of Gentlemen (۱۹۶۰)
- There Was a Crooked Man (۱۹۶۰)
- Tunes of Glory (۱۹۶۰)
- Whistle Down the Wind (۱۹۶۱)
- بازرس (۱۹۶۲)
- Nine Hours to Rama (۱۹۶۳)
- Murder at the Gallop (۱۹۶۳)
- The Chalk Garden (۱۹۶۴)
- Fanatic (۱۹۶۵)
- کنتسی از هنگ‌کنگ (۱۹۶۷)
- بازرس کلوزو (۱۹۶۸)
- جایی که عقاب‌ها جرئت پیدا می‌کنند (۱۹۶۸)
- یک هزار روز از آن (۱۹۶۹)
- بچه‌های راه‌آهن (۱۹۷۰)
- When Eight Bells Toll (۱۹۷۱)
- ویلی وانکا و کارخانه شکلات‌سازی (۱۹۷۱)
- Frankenstein: The True Story (۱۹۷۳، تلویزیون)
- It Shouldn't Happen to a Vet (۱۹۷۵)
- A Little Night Music (۱۹۷۸)
- The Medusa Touch (۱۹۷۹)
- The Prisoner of Zenda (۱۹۷۹)
- بونتی (۱۹۸۴)
- Santa Claus: The Movie (۱۹۸۴)